# Esashi

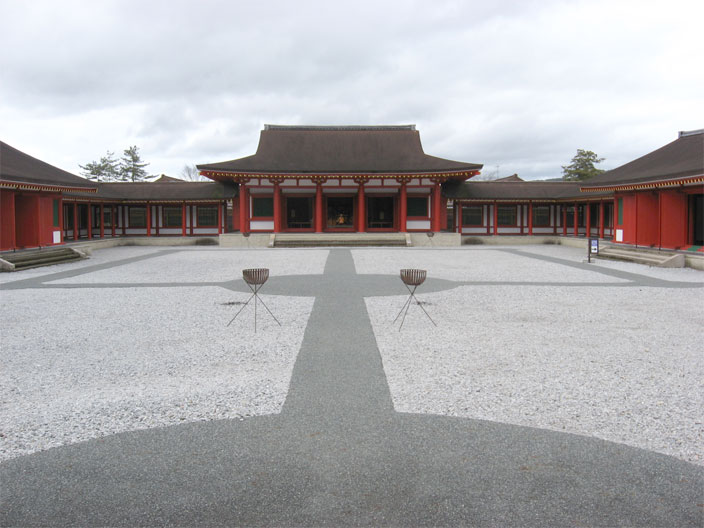
templo em Esashi

Esashi (江刺市; -shi) é uma cidade japonesa situada na província de Iwate.
Em 2003, a cidade tinha uma população estimada em 33,134 habitantes e uma densidade populacional de 91,40 h/km². Tem uma área total de 362,50 km².
Recebeu o estatuto de cidade a 3 de Novembro de 1958.